# Castro de La Cabeza del Castillo
El Castro de La Cabeza del Castillo es un yacimiento arqueológico de origen vettón, situado en el municipio El Cerro, provincia de Salamanca, en la comunidad autónoma de Castilla y León, España.
Su situación, es un cerro elevado (785 m. s.n.m.) llamado La Fuente del Moral, en la vertiente Este del Valle de Hornacinos, en la Sierra de El Cerro, estribación de la Sierra de Béjar; entre los arroyos de Hornacinos al Oeste y el arroyo de Valdelamatanza al Este, ambos arroyos afluentes de Río Ambroz (Cuenca del río Tajo).
Su posición es la habitual de los castros:
- Está en una elevación amesetada, que domina el entorno, como atalaya natural y estratégicamente defendible.
- Es un punto de observación y vigilancia de una vía de origen Tartésica, como lo es la cañada real soriana occidental.
- Y por supuesto, está en un lugar con abundancia de agua.

El castro tiene una forma elipsoidal, casi circular, de unos 100 m de longitud de N-S, y unos 70 m de E-O.
La única entrada natural la tiene por el NE, por lo que es la parte donde se encontraba más fortificado, mientras que en la parte S es la parte más acantilada y es donde se encuentran las señales más evidentes de alineaciones de piedras formando calles.
Todo el sistema constructivo está basado en el tipo de roca natural del entorno, granito.
Su población estimada pudo rondar los 100 habitantes. Por lo tanto se trata de un poblado pequeño, pero bien fortificado (Cultura Las Cogotas II).
El castro tiene un sistema defensivo de triple trinchera y muro circundante.
En su parte SE, queda en pie un chozo pastoril con su corral ganadero alrededor, que aun no siendo original en su construcción, sí lo es en su técnica vettona (Celta).
En la zona pueden encontrarse diferentes chozos de este tipo, con la misma arquitectura, pero cada uno construido con el material que se encuentra en el área, los hay de granito, pizarra, etc.
Su edad estimada, se sitúa en la Edad del Hierro Pleno, dentro de la (indoeuropea) cultura Las Cogotas II (cultura de los Verracos). Casi todos los castros de la zona se fortifican a partir de la segunda mitad del siglo V a. C.. Debieron asentarse sobre otras culturas anteriores como la llamada Las Cogotas I, y otras preexistentes en la comarca, desde el Calcolítico, como lo demuestra el yacimiento próximo, de la Edad del Cobre, de La Solana, en las proximidades del actual pueblo de Navalmoral de Béjar.
Tras la romanización, los vettones romanizados, debieron crear nuevos asentamientos en el Valle de Hornacinos, pasando del modelo pastorial al nuevo modelo agrícola, como lo demuestran los poblados romanos que se ha encontrado en las fincas los Concejiles, el Bardal y la Torrecilla de dicho valle. Concretamente en la finca el Bardal apareció una lápida con inscripciones latinas pero haciendo referencia a un dios vettón, ACPVLSO. Lo cual demuestra que un nuevo asentamiento vettón romanizado, que no tenía alfabeto anterior,
usara el latino. 
El castro de La Cabeza del Castillo, debió estar habitado al menos hasta la época de la reconquista, ya que su emplazamiento se cita en el Libro de Montería del Rey Alfonso IX.
Donde se menciona la existencia de caza, en el entorno, como: osos, lobos, javalies, ciervos, etc.